# Operação Pokpoong
A Operação Pokpoong (em coreano: 폭풍 작전) foi uma operação ofensiva da República Popular Democrática da Coreia (DPRK) contra a República da Coreia (ROK) que marcou o início da Guerra da Coreia. A operação começou às 04:00 KST em 25 de junho de 1950 ao longo do paralelo 38 norte, sem uma declaração de guerra.
A operação foi planejada tanto pela República Popular Democrática da Coreia quanto pela União das Repúblicas Socialistas Soviéticas (USSR). Além disso, a União Soviética forneceu armas tais como tanques e aviões para seu aliado comunista. Com o apoio da União Soviética, a Coreia do Norte conseguiu assumir o controle da capital da Coreia do Sul em Seul dentro de alguns dias.
O objetivo original da operação era ocupar toda a península coreana até 15 de agosto de 1950, 50 dias, com um avanço médio de 10 km por dia, em comemoração ao 5º aniversário do Gwangbokjeol. No entanto, as pesadas perdas sofridas pelo II Corpo da Coreia do Norte, que estava a cargo da frente leste, nas mãos da 6ª Divisão de Infantaria da Coreia do Sul, permitiram à Coreia do Sul adiar o avanço da Coreia do Norte. Logo, os Estados Unidos se juntaram à guerra em 27 de junho e o Conselho de Segurança das Nações Unidas aprovou a Resolução 84 em 7 de julho.

## Prelúdio
Desde março de 1950, o Exército Popular da Coreia começou a construir o seu armamento, e transferir suas tropas para se preparar para atacar a República da Coréia. Em 16 de maio, oficiais da República Popular Democrática da Coreia e da União das Repúblicas Socialistas Soviéticas iniciaram a inspeção final para a guerra.
O Ministério da Defesa Popular da Coreia do Norte manteve negociações de alto nível todos os dias desde então. Em 10 de junho, o Ministério da Defesa Popular convocou secretamente todos os comandantes de divisões e de brigadas para Pyongyang para uma reunião.
Kang Kon, o Chefe do Estado-Maior da Coreia do Norte, ordenou que as tropas estivessem totalmente prontas para uma operação ofensiva disfarçada de operação defensiva até 23 de junho. Em 11 de junho, o Exército Popular da Coreia foi reorganizado em dois corpos, e as divisões que foram colocadas na retaguarda começaram a se mover tão perto quanto 10 a 15 km ao norte até o paralelo 38 norte.
Em 18 de junho, o Ministério da Defesa Popular enviou a Ordem de Reconhecimento Número 1 (em coreano: 정찰명령 제1호) aos comandantes da divisão para reunir informações sobre locais das Forças Armadas da República da Coreia e do terreno. Em 22 de junho, após a conclusão do reconhecimento e reorganização e aprovação de Joseph Stalin, conselheiros militares soviéticos solicitaram ao Ministério da Defesa Popular que enviasse a Ordem de Engajamento Número 1 (em coreano: 전투명령 제1호) às suas divisões.
Entretanto, Kim Il-sung informou a Joseph Stalin que a guerra começaria no dia 25 de junho e Stalin concordou com o plano. Conforme previsto, o Exército Popular da Coreia iniciou a operação e cruzou o paralelo 38 norte às 04:00 KST de 25 de junho de 1950. Quando a guerra começou, Kim Il-sung realizou a reunião de emergência governamental e declarou o seguinte aos membros do Partido dos Trabalhadores da Coreia que não perceberam a situação:

Camaradas, as forças do traidor Syngman Rhee cruzaram o paralelo 38 e iniciaram uma invasão em grande escala para desafiar nossa república do norte.